# The Wash (estuario)

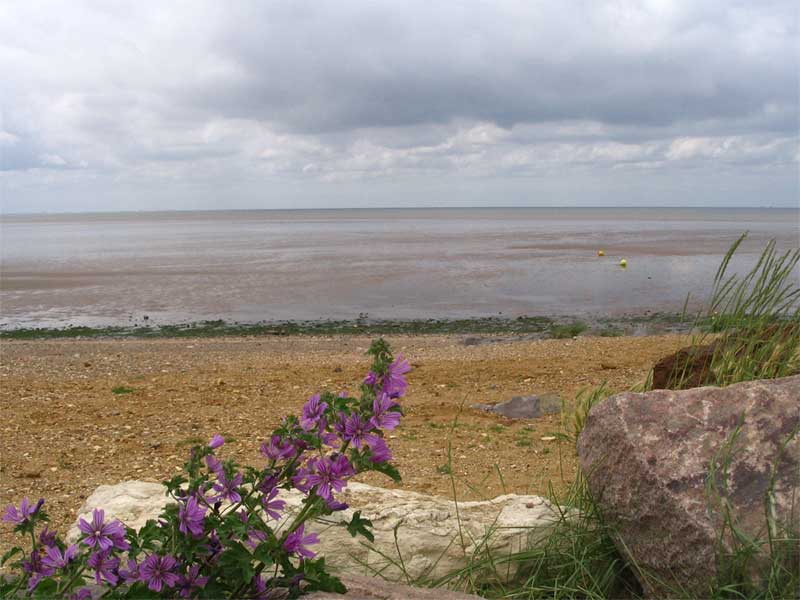
The Wash visto da Heacham, nel Norfolk, a sud di Hunstanton

The Wash è un estuario di forma quadrangolare sul Mare del Nord, nella zona a nord-ovest dell'East Anglia, sulla costa orientale dell'Inghilterra, al confine tra Norfolk e Lincolnshire. Tra i più grandi estuari del paese, è alimentato dai fiumi Witham, Welland, Nene e Great Ouse.

## Geografia

Mappa del Wash

The Wash è un'insenatura molto profonda nella linea di costa della Gran Bretagna orientale, tra la linea curva della costa dell'East Anglia al Lincolnshire. La grande baia che si forma ha tre lati diritti, ognuno lungo circa 25 chilometri, che si incontrano con angoli retti. La costa orientale del Wash è interamente compresa nel Norfolk, da Hunstanton a nord alla foce del Great Ouse a King's Lynn a sud. La costa opposta, ad essa pressappoco parallela, corre da Gibraltar Point alla foce del fiume Welland, tutta nel Lincolnshire. La costa sud, orientata da nord-ovest a sud-est, unisce le foci dei due fiumi, aggiungendone una terza, quella del fiume Nene.
Il territorio intorno al Wash è pianeggiante e spesso paludoso, come nel caso dei the Fens.
A causa dei depositi di sedimento e della conquista al mare di nuovi terreni, la linea di costa del Wash ha subito molte modifiche nel corso del tempo: alcune città un tempo sulla costa (come King's Lynn) sono adesso nell'entroterra. Gran parte del Wash ha acque molto basse e caratterizzate da diversi classica acquisizione, mancando la possibilità di distinguere un fianco sottovento meno ripido ed uno controvento più ripido, ma bisogna tenere presente banchi di sabbia, specie sulla costa meridionale, che emergono con la bassa marea, come Breast Sand, Bulldog Sand, Roger Sand e Old South Sand. Questa è la ragione per cui la navigazione nell'estuario può essere rischiosa; una nave-faro è posta all'ingresso del Lynn Channel, l'unico canale di navigazione sicuro dal Mare del Nord alla costa sud del Wash.

## Temperatura dell'acqua
L'acqua del Wash subisce notevoli escursioni termiche annue: in inverno le correnti fredde del Mare del Nord portano le acque vicine al congelamento, mentre in estate possono raggiungere i 20 °C se rimangono alte la temperatura dell'aria e l'insolazione. Questo effetto, che tipicamente si verifica nelle zone di acque basse intorno alle spiagge e spesso solo in piccole sacche d'acqua, è amplificato dalla grande e protetta onda di marea.

## Fonti
- (EN)  A. L. Poole, Domesday Book to Magna Carta, 1087-1216, Oxford History of England. (1955) ISBN 0-19-821707-2. (p. 485 gives the official version of John's last days.)
- (EN)  Cook, J. & Ashton, N. High Lodge, Mildenhall in Current Archaeology No. 123 (1991)
- (EN)  West, R.G. & Donner, J.J. The Glaciation of East Anglia and the Midlands in Quarterly Journal of the Geological Society of London vol.112 (1955)